# بادکند (ژئومورفولوژی)

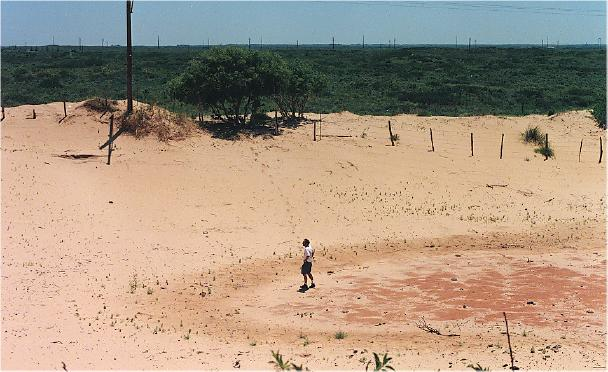
بادکند واقع در ۶٫۵ کیلومتری جنوب ارت، تگزاس، (۱۹۹۶)

بادکند (انگلیسی: Blowout) به گودال‌های ماسه‌ای در یک اکوسیستم تپه ماسه‌ای گفته می‌شود که ناشی از کندن و انتقال رسوبات توسط باد است.
بادکند معمولاً در مناطق ساحلی و حاشیه مناطق خشک یافت می‌شود و زمانی که باد تکه‌هایی از ماسه‌های لخت را روی تلماسه‌های گیاهی تثبیت‌شده فرسایش می‌دهد، شکل می‌گیرد. به‌طور کلی، به دلیل اینکه تلماسه‌ها تا حدی باید ثابت باشند (به‌عنوان مثال از طریق ریشه گیاه)، بادکند بر روی تپه‌های ماسه‌ای فعال و متحرک ایجاد نمی‌شود. این فرورفتگی‌ها معمولاً در قسمت‌های بالاتر تلماسه‌های تثبیت‌شده به دلیل خشک شدن بیشتر و آشفتگی‌هایی که در آنجا رخ می‌دهد شروع شده، و ماسه امکان کشش بیشتر سطحی و جذب رسوب بیشتر را فراهم می‌کند. در بیشتر اوقات، در نواحی در معرض باد، به سرعت و پیش از تشکیل و گسترش بادکند، پوشش گیاهی دوباره رشد می‌کند. با این وجود، وقتی شرایط مساعد است، فرآیندهای بادی می‌تواند سطح رخنمون‌یافته را فرسایش دهد و با ایجاد اثر تونلی، سرعت باد محلی را افزایش دهد.